# Pete Rose Baseball
A Pete Rose Baseball baseball-videójáték, melyet az Absolute Entertainment fejlesztett és jelentetett meg, 1988-ban Atari 2600 és 1989-ben Atari 7800 otthoni videójáték-konzolra.

## Játékmenet
A játék a dobó- és az ütőjátékok alatt az először a HardBall!-ban megjelent „dobójátékos mögötti” kameraállásból követi az eseményeket. E mellett a játékban több „madártávlati” kameraállás is szerepel a játéktérről; a belső mező egy-egy feléről, illetve a bal, a középső és a jobb külső mezőről is egy-egy.

## Újrakiadás
Amikor az Activision (ami 1995-ben, a cég csődeljárása során felvásárolta az Absolute videójátékos jogtulajdonait) az Activision Anthology gyűjteményben újra megjelentette a játékot, akkor az át lett nevezve Baseballra, mivel a Pete Rose-zal kötött szerződés lejárt.

## Fordítás
- Ez a szócikk részben vagy egészben  a   Pete Rose Baseball című angol Wikipédia-szócikk ezen változatának fordításán alapul.  Az eredeti cikk szerkesztőit annak laptörténete sorolja fel. Ez a jelzés csupán a megfogalmazás eredetét és a szerzői jogokat jelzi, nem szolgál a cikkben szereplő információk forrásmegjelöléseként.